# Kloster
För andra betydelser, se Kloster (olika betydelser).

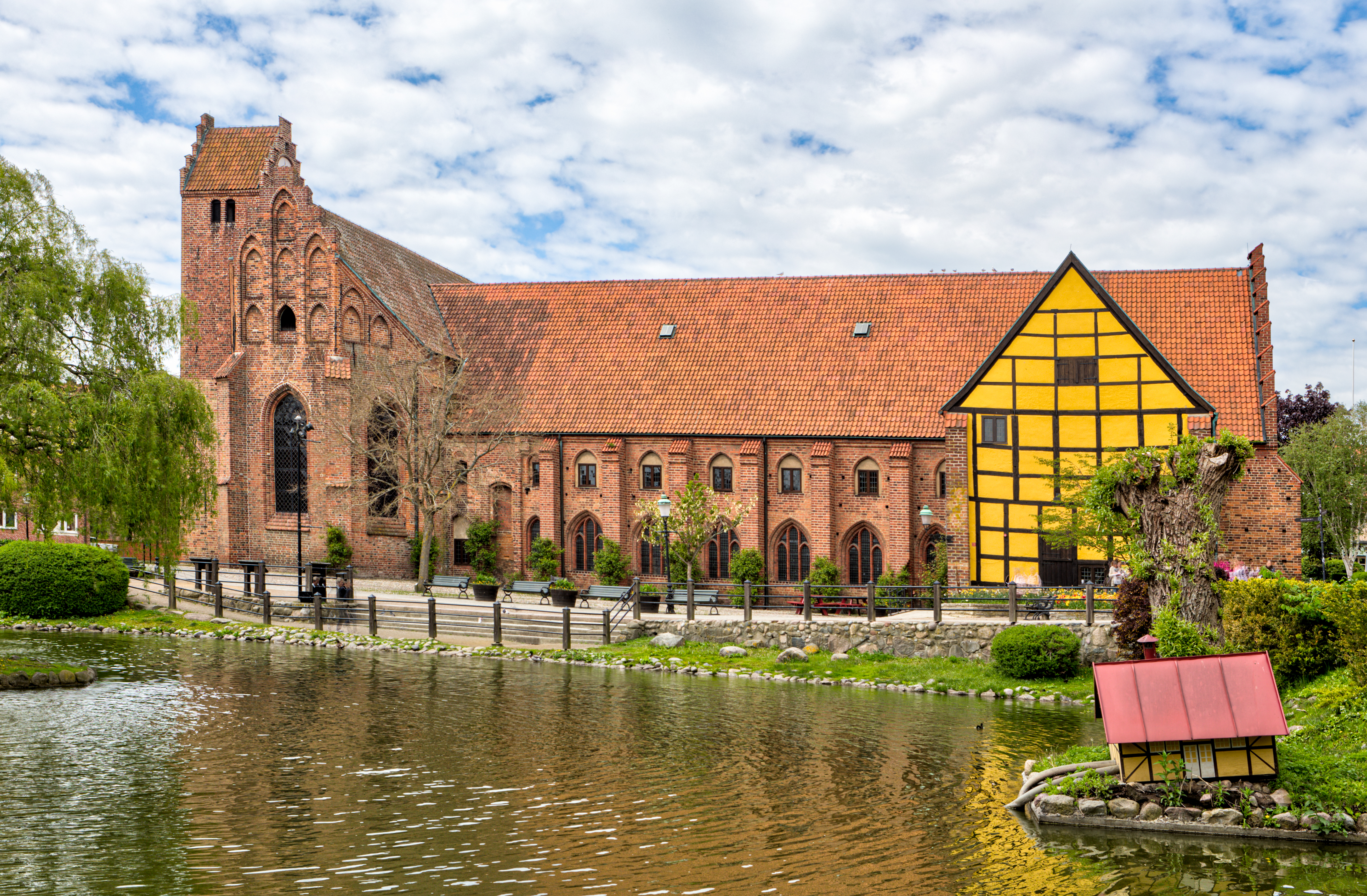
Gråbrödraklostret i Ystad.

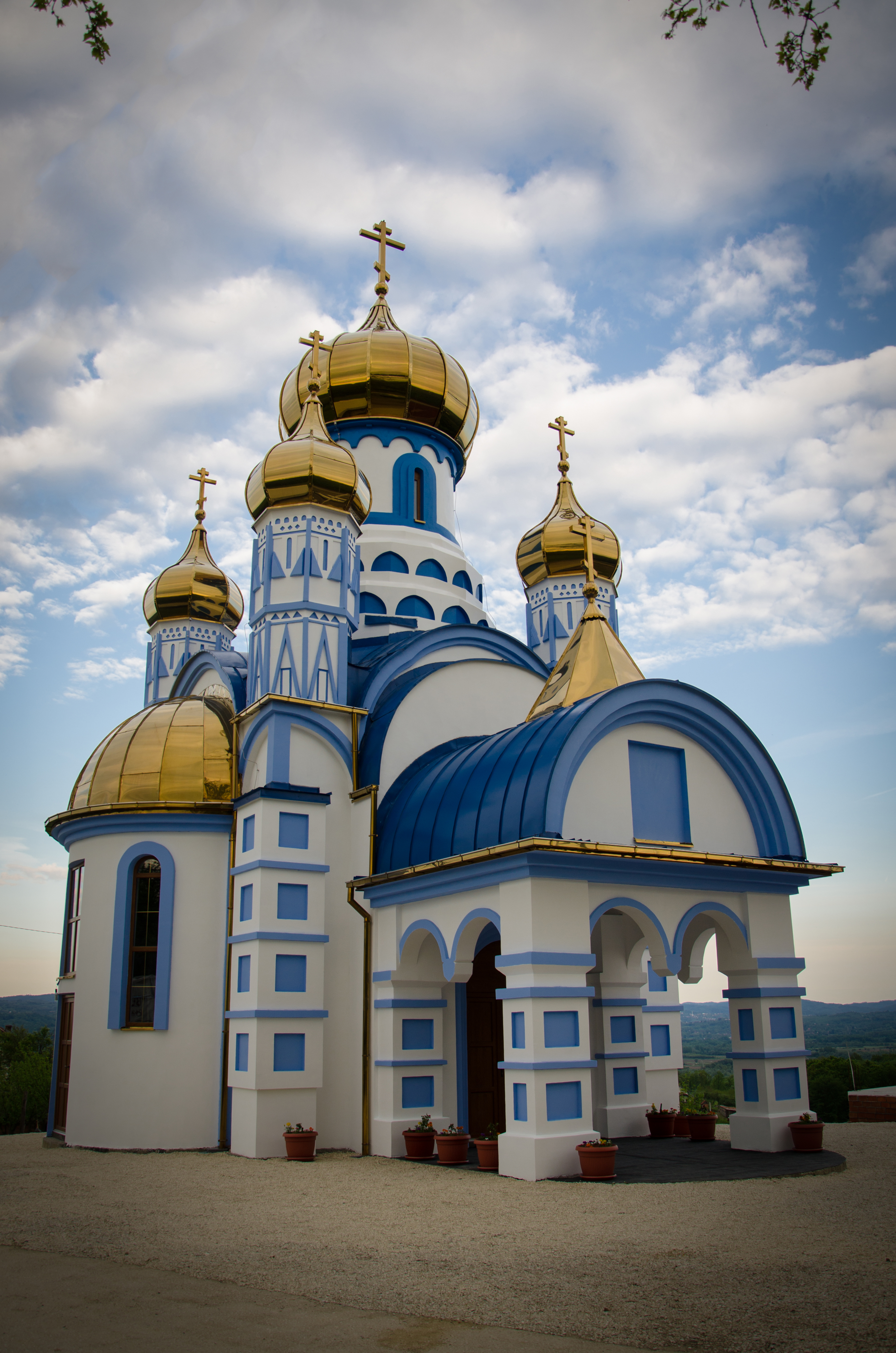
Ritešićklostret i Ritešić, Serbiska republiken, Bosnien och Hercegovina.

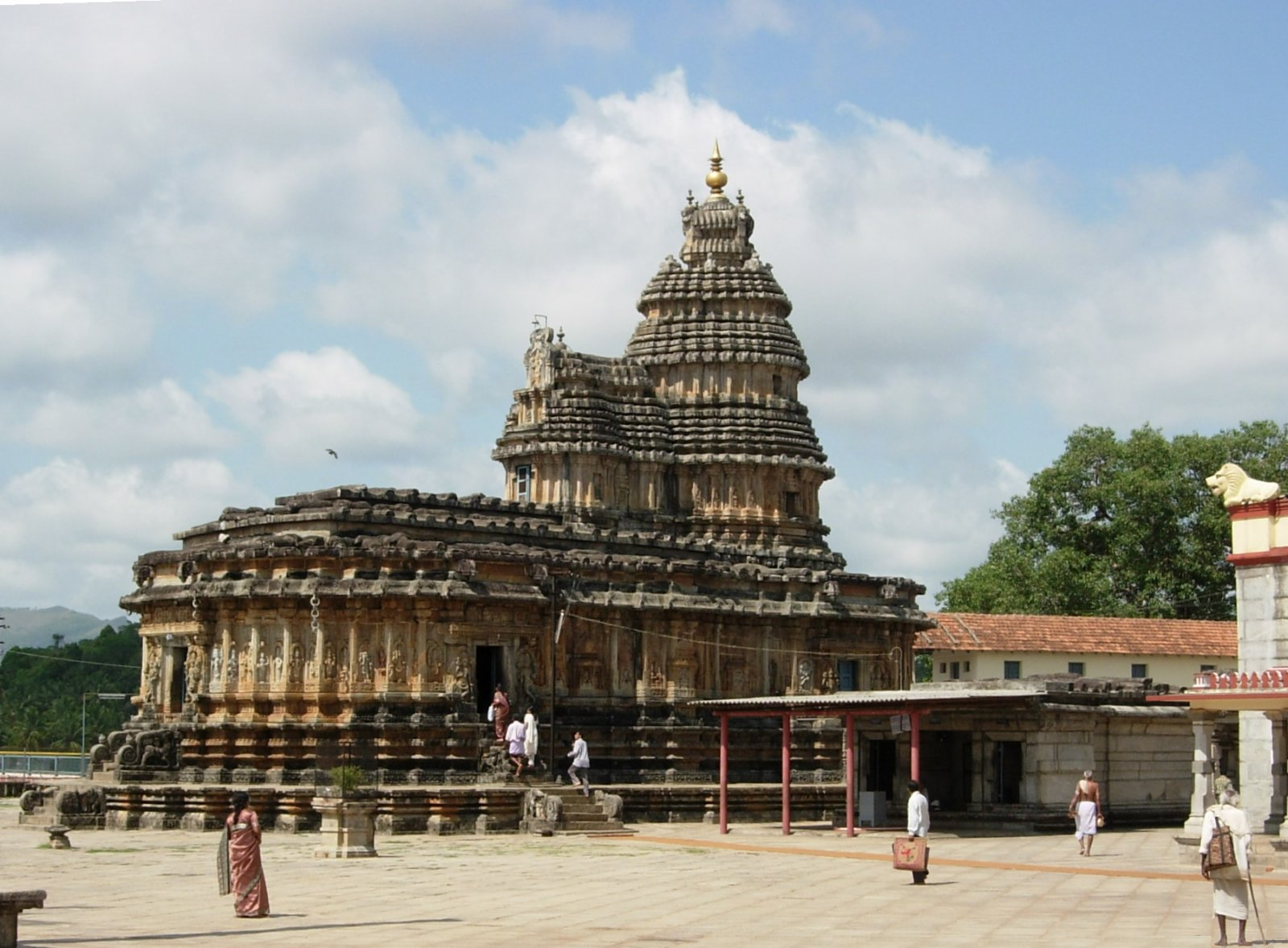
Vidyashankaratemplet i Sringeri, Indien, är en hinduistisk matha (kloster).

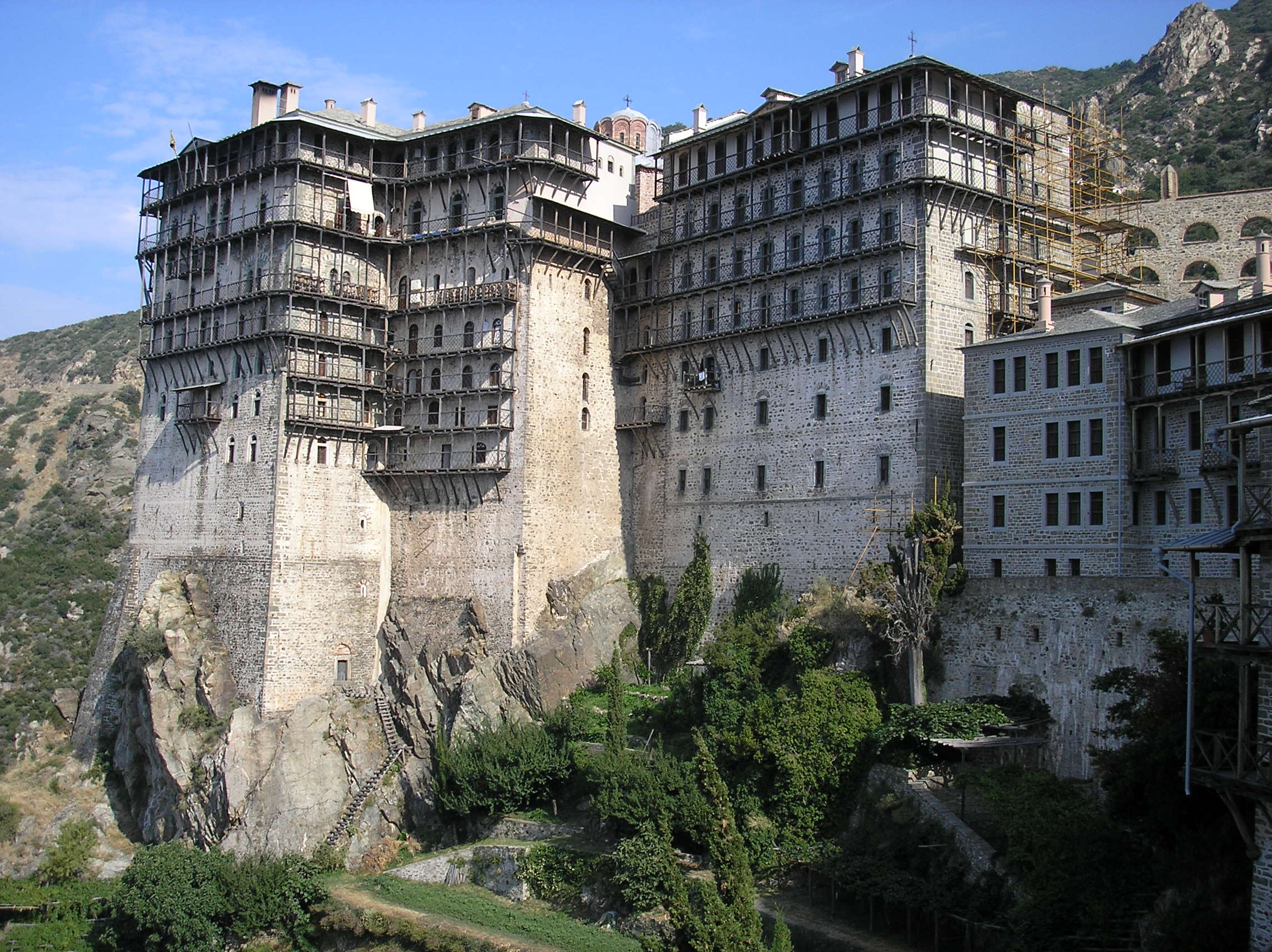
Simonos Petra är ett av 20 ortodoxa kloster på den självstyrande halvön Athos, Grekland.

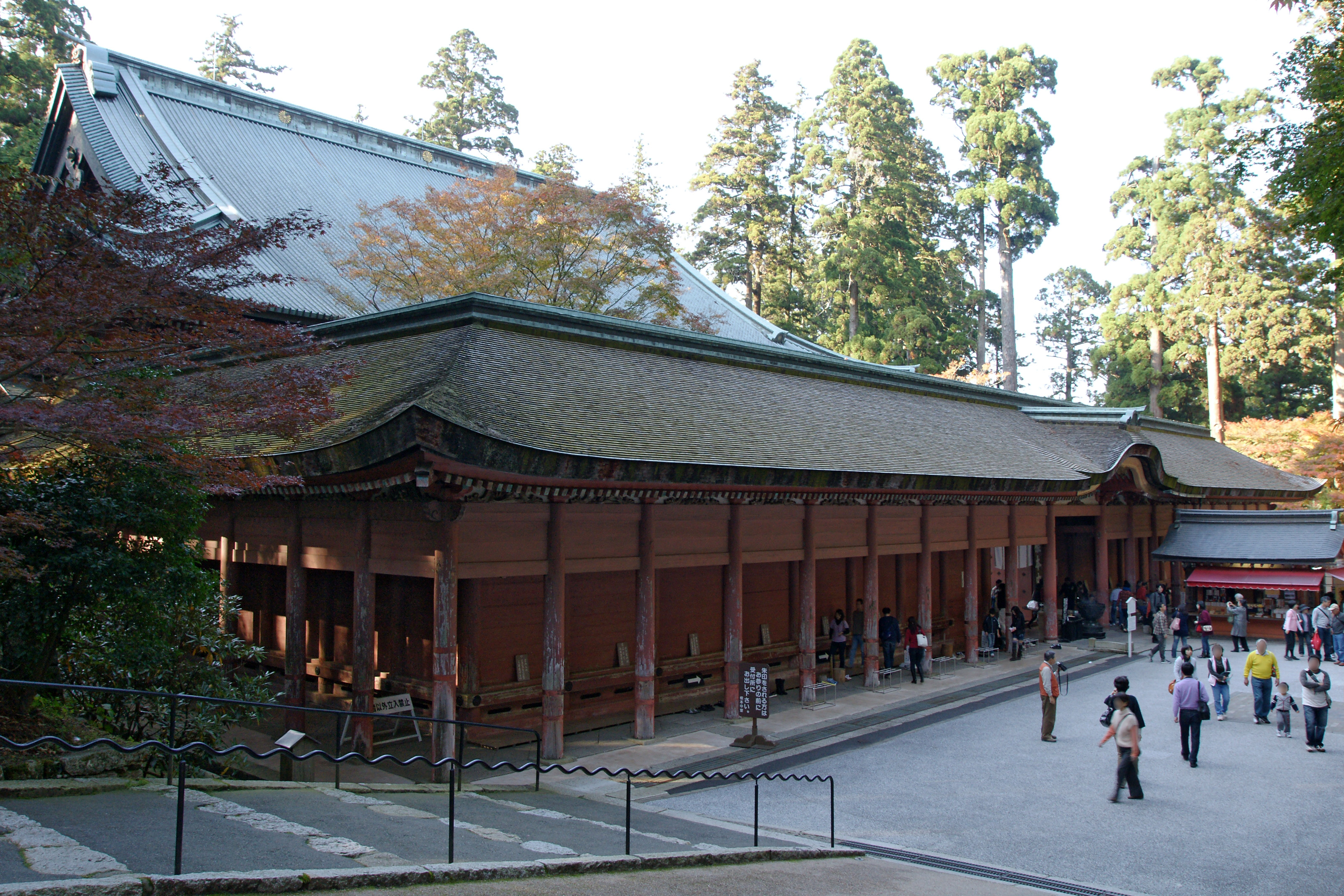
Konpon-chūdō, huvudbyggnaden vid det buddistiska Enryakuji.

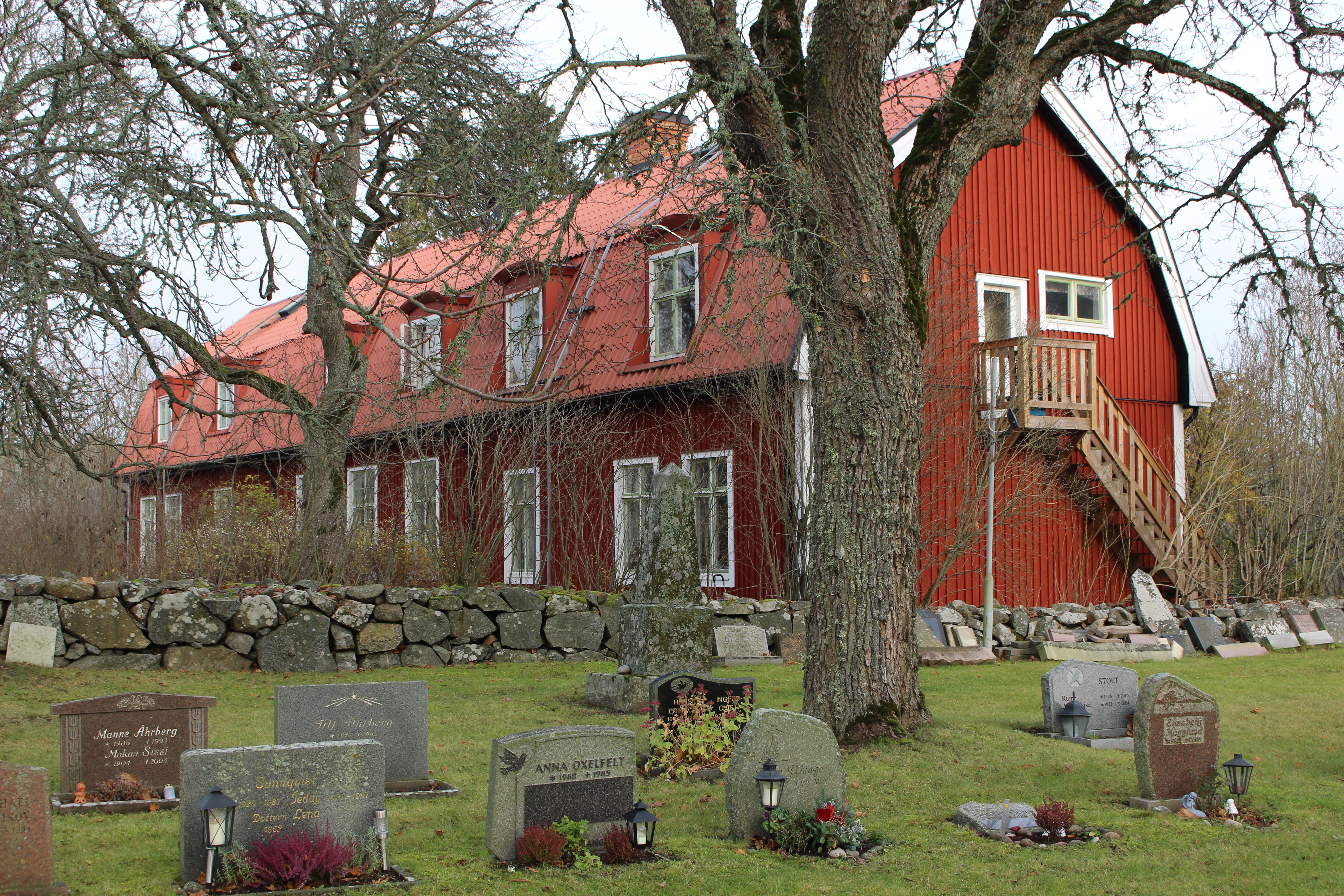
Alsike kloster.

Ett kloster (från latinets claustrum, "inhägnat område") är ett byggnadskomplex avsett som bostad för en grupp personer som valt att leva avskilt från det sekulära (världsliga) samhället, för att kunna ägna sitt liv och arbete åt religiösa ändamål eller religionsutövning enligt ett särskilt regelverk. De flesta klosterområden har en inre del som inte får beträdas av utomstående utan särskilt tillstånd, i kristen kontext ofta kallad klausuren efter det latinska grundordet.
Kloster förekommer i flera religioner, bland annat kristendom, buddhism, daoism, hinduism. Närliggande är också indiska klipptempel.

## Buddhismen
Buddhismens grundläggande organisatoriska enhet är klostret (sangha) som utgör en kärna, till vilken lekmannautövare kan knytas på ett sätt som liknar kristna tertiärmedlemmars eller oblaters knytning till ett kloster eller en orden. Buddhistklostrens uppkomst är svår att datera, men existerar sedan buddhismens uppkomst – på grund av dateringssvårigheter vid en tidpunkt infallande allra senast ca 400 f.Kr..
Sydasiatiska buddhistkloster följer klosterregeln sthaviravadavinaya, vars nunne-gren dog ut för många århundraden sedan.[när?] Leksystrar under mindre stränga löften existerar dock även inom denna gren av buddhismen. Inom Theravada-buddhismen är det vanligt att lekmannaungdomar lever under klosterlöften under några veckors tid innan de fortsätter med högre studier eller gifter sig.
I Kina, Korea och Taiwan finns både munkkloster och nunnekloster, som vanligtvis följer klosterregeln dharmaguptakavinaya.
I Japan finns både munkkloster och nunnekloster, som antingen är organiserade efter kinesiskt mönster eller följer bodhisattvalöftena. I den sistnämnda gruppen träningsföreskrifter ingår inte löftet att förbli ogift, och det finns därför i Japan, den från andra buddhistiska riktningar avvikande, seden att knyta gifta tempelföreståndare till kloster.
I Tibet finns både munkkloster och nunnekloster, som vanligtvis följer klosterregeln mulasarvastivadavinaya.

## Daoismen
Inledningsvis var daoismen inte organiserad i kloster, men med början i Lingbao-daoismen på 400-talet influerades daoister av den kinesiska buddhismens klosterorganisation. Quanzhen- eller Longmen-daoismen har vidarefört denna organisation, och dess högkvarter Vita molnens kloster existerar (efter några decenniers stängning under 1950 till 1970) ännu i Beijing.[källa behövs]

## Kristendomen
Den kristna klosterrörelsen uppstod i Egypten under 300-talet. Det första klostret grundades där av Pachomios, som även skrev en klosterregel – en handledning med vägledande föreskrifter för livet i klostren. Klosterväsendet spred sig sedan snabbt inom det romerska riket genom bland annat Martin av Tours och Johannes Cassianus.
Under medeltiden slöt sig västerländska kloster samman i klosterordnar fristående från stiften. Förebilden var klostret i Monte Cassino, enligt traditionen grundat år 529 av Benedikt av Nursia. De för bevarandet av antikens kultur och lärdom så viktiga klosterskolorna, uppstod i benediktinklostren, och sådana bildades också av dominikaner och franciskaner. I första hand hade dessa skolor till uppgift att utbilda nya generationers munkar och nunnor.
På svenska skiljer man inte alltid mellan egentliga kloster och konvent, kongregationer och ordnar, men egentliga klosterordnar är enbart benediktinorden, cisterciensorden, kartusianorden, birgittinorden, johanniterorden, helgeandsorden och trappistorden.
Under en mellantid under senantiken och tidig medeltid växte antalet handledningar med vägledande föreskrifter – så kallade klosterregler – hastigt, i tanken att varje kloster eller kapitel skulle ha sin egen klosterregel. Några av dessa klosterregler innehöll mycket stränga föreskrifter, det gäller till exempel flera klosterregler som tillämpades på Irland, i Britannien och Gallien. När Benedikt av Nursia skrev benediktinregeln, var det i syfte att finna en medelväg mellan stränghet och släpphänthet, och hans klosterregel används även inom cisterciensorden, kartusianorden och trappistorden.
Den algeriske biskopen Augustinus av Hippo (354–430) levde med sin domkyrkas prästerskap i ett kapitel under egendomsgemenskap och i celibat, och författade ett brev med anvisningar till en kommunitet med kvinnor. Detta brev bearbetades tidigt till Den helige Augustinus regel (eller Augustinerregeln), och kom främst att användas av präster som slöt sig samman i kommuniteter (kapitel). Medlemmarna av sådana kapitel kallas för reguljärkaniker (i syfte att skilja dem från domkyrkopräster som inte lever i kommuniteter – så kallade sekulärkaniker). Varje kapitel eller orden försåg med tiden Augustinus regel (som är mycket kort och odetaljerad) med sina egna sedvanor och kommentarer (konstitutioner). Augustinus regel följs av augustinereremiter, dominikaner, birgittiner och skolsystrar.
I takt med att klosterväsendet växte började reglerna också innehålla beskrivningar av organisation och hierarkier, för att reglera hur bildandet av nya kloster går till, vem som leder klostret och vilket ansvarsförhållande det finns mellan de olika klostren. I ett självständigt kloster kallas föreståndaren abbot om det är en man, och abbedissa om det är en kvinna. Ett sådant kloster kallas då för abbedi. Ett dotterkloster som lyder under en abbot leds av en prior eller priorinna, och kan då kallas för priorat. Organisationen skiljer sig åt mellan de olika ordnarna, varför begreppen ibland kan vara svårtydda.
Under ett par århundraden i slutet av medeltiden var det förbjudet i västkyrkorna att författa nya klosterregler. Franciskanerregeln var den sista som godkändes innan förbudet trädde i kraft.
I östkyrkorna har Basileios den stores klosterregel varit inflytelserik, men i östkyrkliga kloster balanseras klosterregeln av två andra auktoritativa faktorer: Dels det så kallade typikon som liknar västkyrkornas klosterkonstitutioner (men som inte ska förväxlas med en liturgihandbok med samma titel), och dels den muntliga kunskap i vägledning som gamla erfarna munkar och nunnor tillskrivs.
Reformationen tog i allmänhet avstånd från klosterväsendet, vilket vanligen innebar att staten konfiskerade klostrens egendomar i de reformerade länderna. Den inflytelserike lutherske teologen Philipp Melanchthon intog en försonligare inställning till klosterinstitutionen, och under hans inflytande omorganiserades ett antal nunnekloster till evangelisk-lutherska jungfrustift. Många av dessa tyska lutherska jungfrustift ödelades under trettioåriga kriget. Numera finns det dock åter kloster och kommuniteter i evangeliska kyrkor, men fortfarande i ganska liten skala.

### Dygnet i klostret
I allt kristet klosterliv utgör tidegärden (tidebönen) stommen för dygnet. Ett antal bönegudstjänster firas under dagens lopp, huvudsakligen bestående av recitation av Psaltaren. Antalet tideböner var fram till nyligen åtta till antalet, men prim, den korta bönegudstjänsten omkring klockan sju på morgonen, avskaffades av den romersk-katolska kyrkan på 1960-talet, och det blev från och med 1971 vanligt att slå samman förmiddagens och eftermiddagens tre korta tideböner till en enda – något längre – "bön under dagen" (diurnum). Tidebönen matutin, som tidigare hölls på natten eller i gryningen, omvandlades 1971 till en "läsningsgudstjänst" som kan firas vid valfri tidpunkt. Inom kongregationer inriktade på sjukvård, socialarbete och undervisning användes länge en förkortad tidegärd inriktad på jungfru Maria och Jesu födelse (Vår Frus tider eller Lilla mariaofficiet), men sedan 1970-talet är det brukligt att dessa kongregationer i stället ber två eller tre av de vanliga tidebönerna. Den romersk-katolska kyrkans reformer påverkade bland annat även anglikanska kommuniteter i skiftande utsträckning. Antalet tideböner per dygn kan numera variera mellan olika kloster och kommuniteter, men två, tre, fyra, fem, sju eller åtta kan förekomma beroende på ritus och lokal sedvana.
De kloster som har tillgång till präst firar eukaristi (nattvard) dagligen.
Till skillnad från den gemensamma tidebönen, kan det enskilda bönelivet variera avsevärt mellan de olika ordnarna: Kartusianer och karmeliter betonar djupmeditation, rosenkransen är typisk för dominikanorden, medan franciskanorden ofta utövar folkliga devotioner. Inom jesuitorden kan gemensam tidebön utbytas mot enskild tidebön, medan ignatiansk meditation ofta utövas gemensamt. I östkyrkorna odlas jesusbönen. Bland Jesu små bröder och systrar har sakramental tillbedjan en stark ställning.
En vanligt förekommande sedvana är att iaktta fullständig tystnad ("den stora tystnaden") från den sista kvällsgudstjänstens slut till den första morgongudstjänstens början, och att inte samtala förrän efter frukost. Under dygnets övriga delar kan nivån av tystlåtenhet/pratsamhet variera avsevärt mellan olika kloster och ordnar. Trappister är till exempel kända för att vara tysta en stor del av dygnet.
Benediktinkloster och dess dotterordnar (cistercienser, kartusianer, trappister) är ofta inriktade på jordbruk, bryggeri eller hantverk. Kartusianer är kända för att tillverka likören chartreuse, och trappister är kända för att brygga öl.
Sådana ordnar som inte är klosterordnar i strikt mening kan ofta vara intellektuellt eller pastoralt inriktade i sitt dagliga arbete. Det är vanligt förekommande att jesuiter har en eller två doktorsexamina var, och även dominikaner har en långvarig tradition av akademisk forskning.
De kongregationer som växte fram från 1500-talets slut, och som är organiserade i konvent, är ofta inriktade på sjukvård, socialarbete, undervisning eller församlingsvård. Den på 1900-talet grundade kongregationen Jesu små bröder och systrar är ofta inriktad på industriarbete.

### Klosterarkitektur
Kloster och andra kommuniteter är inte alltid inrymda i byggnader som från början har byggts för ändamålet. I Bayern, Schweiz och Österrike förekommer exempelvis sedan århundraden att kloster är inrymda i herrgårdar eller slott donerade av vänligt inställda högreståndspersoner. Kommuniteter i Sverige kan vara inhysta i före detta ålderdomshem eller skolor, i villor eller kollektivhus.
Klosterbyggnader som ritats för ändamålet brukar emellertid vara utformade med vissa vanligt förekommande komponenter. Kloster där man inte får prata har ofta ett parlatorium, ett samtalsrum där det är tillåtet att prata. Ett atrium med omgivande korsgång brukar vara en traditionell komponent i planlösningen. Refektorium är det traditionella namnet på en klostermatsal.

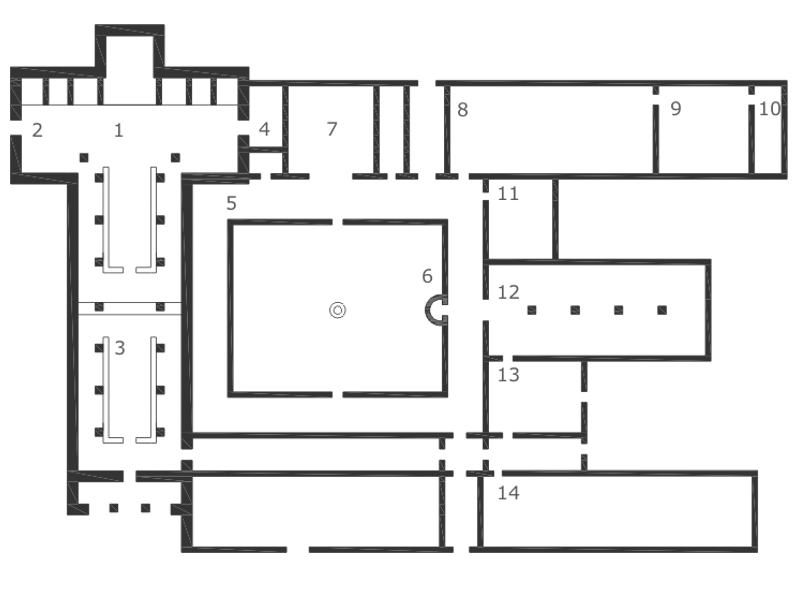
Planritning för ett typiskt munkkloster inom Cisterciensorden:
1. Klosterkyrka
2. Dödens port (ty. Totenpforte)
3. Kor för lekbröder
4. Sakristia
5. Korsgång
6. Trädgård och brunnshus (Quadrum)
7. Kapitelsal
8. Sovsal
9. Kapitelsal
10. Arbetssal
11. Calefactorium (värmestuga)
12. Refektorium för munkar
13. Kök
14. Refektorium för lekbröder

### I Sverige
I början av 1500-talet fanns det cirka 50 kloster i Sverige innan kronans övertagande av den katolska kyrkans egendomar, även kallad "reduktionen". Vid Kung Gustav Vasas död 1560 fanns det bara fem kvar.

### Kloster och kommuniteter inom Svenska kyrkan
- Alsike kloster
- Heliga korsets brödraskap
- Klaradals kloster
- Kommuniteten Den Heliga Treenigheten
- Linköpings kloster
- Maria Magdalenas systrar
- Mariadöttrarna av den evangeliska Mariavägen, Heliga Hjärtas Kloster
- Sankt Sigfrids systrar
- Uppståndne Frälsarens systraskap

### Romersk-katolska ordnar och kongregationer i Sverige
- Assumptionssystrar
- Benediktiner
- Birgittiner
- Dominikaner
- Elisabethsystrarna
- Franciskaner
- Gråbröder (Konventualer)
- Jesuiter
- Jesu Små Systrar
- Kapucinorden
- Karmeliter
- Kartusianer
- Maria Reparatrixsystrar
- Mariasystrar
- Missionaries of Charity
- Oblatfäderna
- Passionister
- Sacré Coeursystrar
- Don Boscos salesianer
- Serafimsystrar
- Skolsystrarna de Notre Dame
- S:t Josefssystrar
- Systrarna från Lipie

### Kloster i Finland
I Finland finns bland annat Nådendals kloster och Valamo nya kloster (ursprungligen Valamo kloster i nuvarande ryska Karelen). 